# Denkmalgeschützte Objekte im Okres Košice II

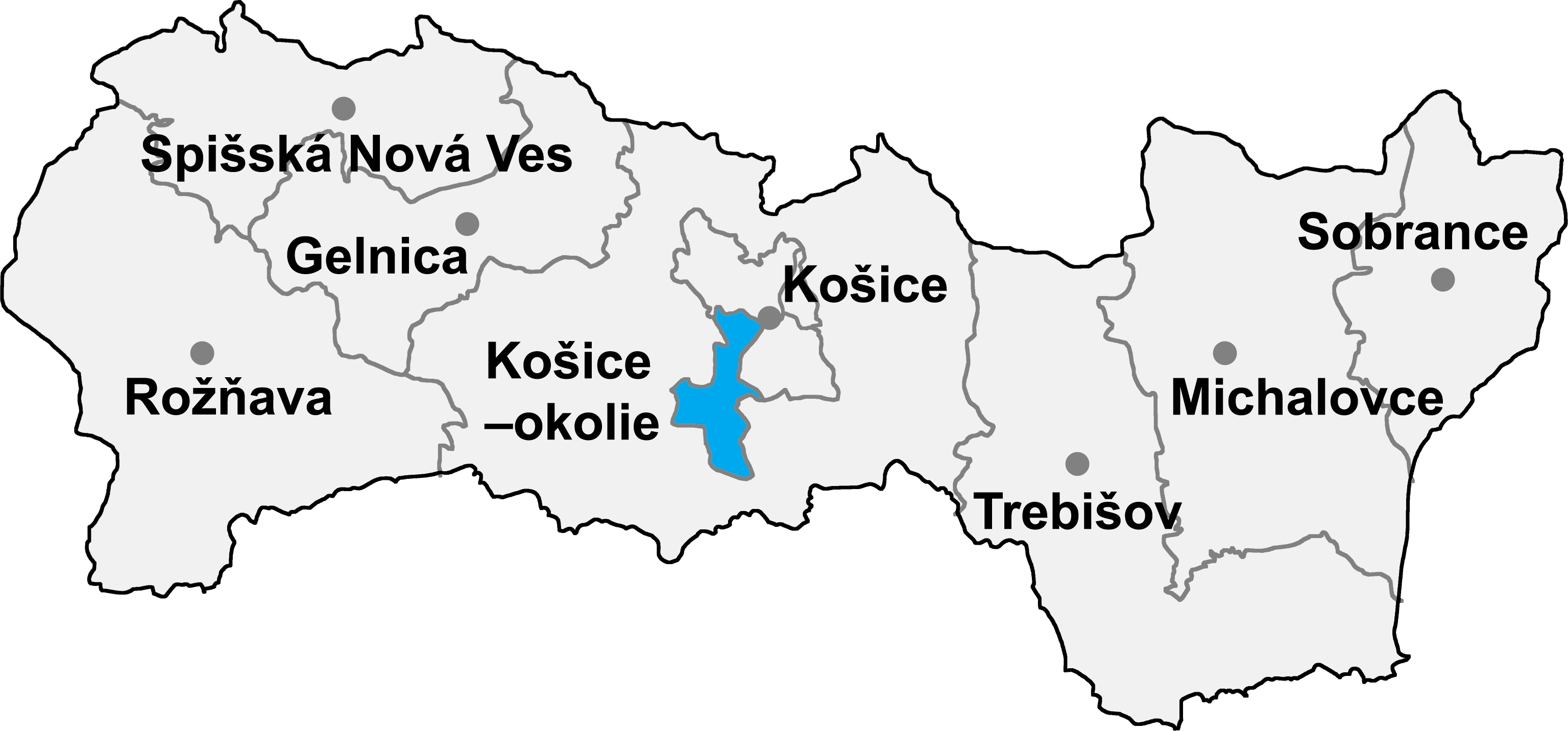

Im Okres Košice II bestehen acht denkmalgeschützte Objekte. Die unten angeführte Liste führt zu den Gemeindelisten und gibt die Anzahl der Objekte an. In Gemeinden, die nicht verlinkt sind, existieren keine geschützten Objekte.
| Liste der Okresy        | Objektanzahl |
| ----------------------- | ------------ |
| Lorinčík                | 1            |
| Luník IX                | 0            |
| Myslava (Deutschendorf) | 2            |
| Pereš                   | 0            |
| Poľov                   | 1            |
| Sídlisko KVP            | 0            |
| Šaca                    | 4            |
| Západ                   | 0            |